# Slender Man
Slender (още известен като Slenderman, Слендърмен или Слабият висок мъж) е измислен герой, създаден като Интернет мем от потребителя на Интернет форума Something Awful Ерик Кнудсен (още известен като „Виктор Сърдж“) през 2009. Той е изобразяван, наподобявайки неестествено висок, слаб мъж без лице и с черен костюм и червена или понякога черна вратовръзка със пипала от гърба му. В историите за Слендърмен са свързани обикновено с преследване, отвличане и изяждане на хора, особено деца. Герой Слендърмен не е ограничен до една-единствена история, а се появява в различни творби, плод на художествена измислица, най-често съчинявани онлайн.

## Създаване
Slender по-късно се превръща в Интернет мем с хиляди фен арт и фен фикшън. Известен е и с creepypasta. Това са кратки хорър истории, които са авторски и може да имат части от действителни случаи. През 2011 Markus ''Notch'' Persson добавя в своята игра Minecraft Enderman, който наподобява на Slenderman. През 2012 г. бива създадена играта Slender: The Eight Pages, която през август 2013 играта бива изтеглена 3 милиона пъти. Играта е от първо лице и играчът трябва да събере 8 страници (очевидно). Има много продължения от типа на Slender: The Arrival, Slender: Sanatorium и много игри, включително и за мобилни устройства. Визията и музиката в играта бъркат съзнанието на играча и пример за всякакви безценни реакции в gameplay-ове има в Youtube. Там също има и многобройни заснети клипове съдържащи Slender или доказателства за неговото съществуване.

## Описание
Slenderman е описан като висока фигура на мъж без лице. Може да се телепортира. В игрите за Slender той го прави само, когато играчът не е с лице към него. Има и пипала, които се появяват от гърба му, но не винаги. На теория, той ги използва за самозащита или за стряскане на хората.
Slender Man избягва слънчевата светлина, защото тя е негова слабост. Понякога е виждан пред слънчева светлина. Много хора го смятат за вид дух, или фантом, но той всъщност е подобие на човешка фигура, направена от неестествена плазмена материя, като създание от тип 4D, сходно на призрак.
„Честите случаи при среща с Slender Man“. Ако носите видео камера или друго записващо устройство екрана губи картината. Наподобява загуба на сигнала при телевизор. Също така може внезапно да усетите необичайно изтръпване, лошо главоболие или замайване.
Slender Man най-често е свързван с бележки, които са 8 на брой.

## Филмови адаптации
През месец май 2016 е съобщено, че Sony Pictures за започнали разработка на филма Slender Man като в същото време сценарият го пише Дейвид Бърк. На 4 януари 2017 Силвайн Уайт сяда на режисьорския стол. Филмът Slender Man излиза на 24 август 2018.